# Flávia Ticiana
Flávia Ticiana (em latim: Flavia Titiana) foi uma imperatriz-consorte romana, esposa do imperador Pertinax, e que reinou brevemente em 193 (o "ano dos cinco imperadores").

## História
Ticiana era filha de um senador romano, Tito Flávio Cláudio Sulpiciano, e irmã de Tito Flávio Ticiano (n. c. 165), cônsul sufecto por volta de 200, e que se casou com Póstuma Vária (n. c. 175). Seu avô pelo lado da mãe era Tito Flávio Ticiano (n. ca. 95), o prefeito do Egito entre 126 e 133 e que, acredita-se, era o terceiro filho do cônsul Tito Flávio Clemente com sua esposa Flávia Domitila.
Ela se casou com Públio Hélvio Pertinax, um rico empreendedor de brilhante carreira civil e militar. O casal teve dois filhos, um garoto chamado Públio Hélvio Pertinax, e uma filha de nome desconhecido. Pertinax foi proclamado imperador após o assassinato de Cômodo em 1 de janeiro de 193. Enquanto ele estava oferecendo o tradicional sacrifício no monte Capitolino, o senado romano concedeu à imperatriz Ticiana o título de augusta.
Depois do assassinato de Pertinax pela guarda pretoriana em 28 de março do mesmo ano, nem Flávia e nem seus filhos foram molestados. A pouco confiável Historia Augusta alega que Flávia Ticiana "se entregou abertamente a um amor com um homem que cantava ao som da lira" e que Pertinax não se incomodava.